# Kevin Nash

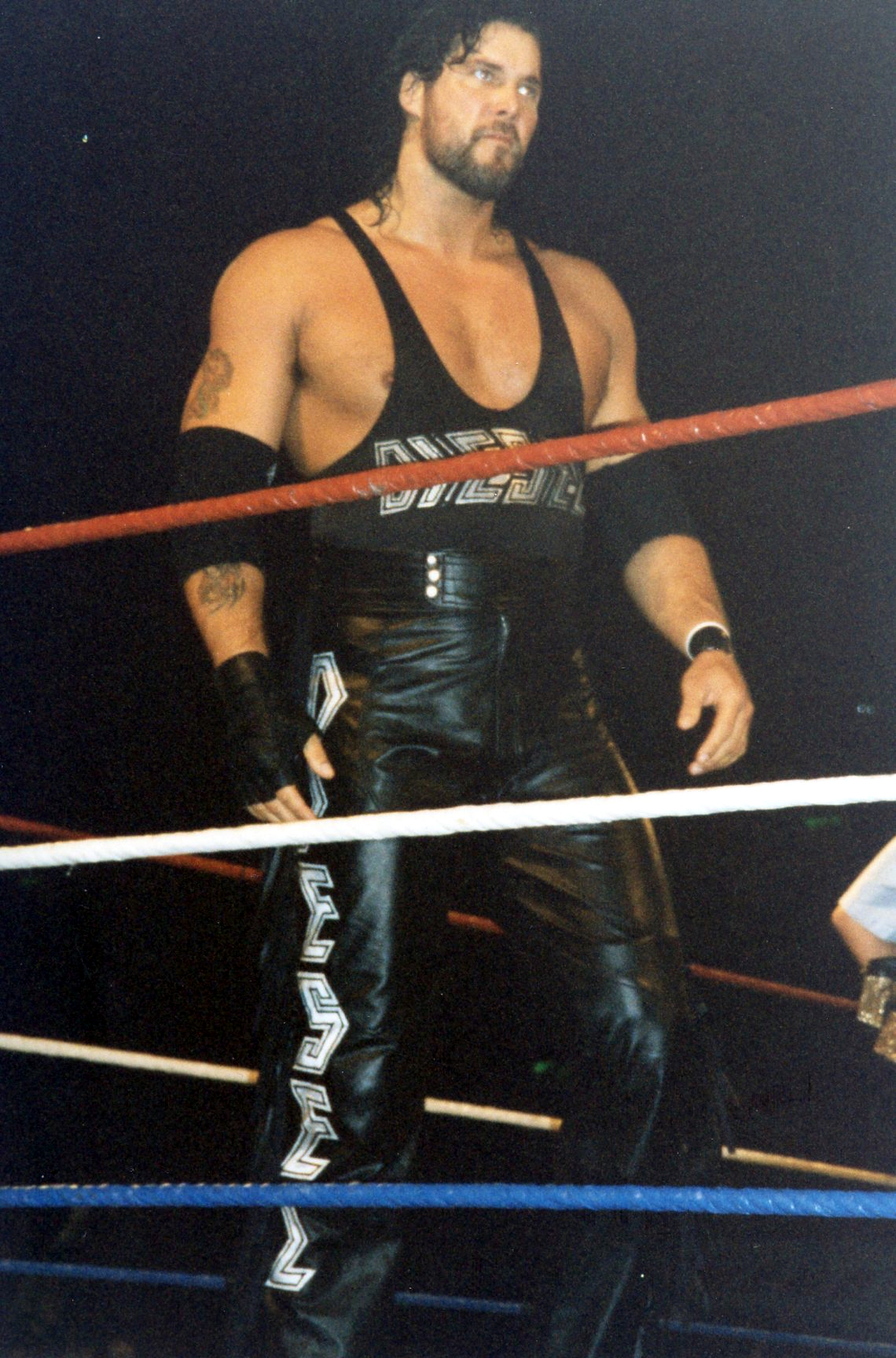
Kevin Nash (como Diesel) em 1994

Kevin Scott Nash (Detroit, 9 de julho de 1959) é um lutador profissional e ator americano, que atualmente trabalha para a WWE sob seu programa de lendas. Nash já lutou com vários nomes no ringue, mas é mais conhecido pelo seu nome verdadeiro na World Championship Wrestling (WCW) e Total Nonstop Action Wrestling (TNA), e na World Wrestling Federation (WWF)/WWE, onde também foi anunciado como Diesel.
Em 1994, Nash (como Diesel) venceu todos os três títulos que compõem o a tríplice coroa da WWF, e naquele ano os Slammy Awards de lutador do ano e de melhor dupla com Shawn Michaels.
Entre WWE, WCW e TNA, Nash ganhou um total de 21 títulos, incluindo seis campeonatos mundiais (cinco vezes o WCW World Heavyweight Championship e uma vez o WWF Championship), e é também 12 vezes campeão de duplas entre as três promoções. Apesar de ter conquistado o Campeonato da WWF apenas uma vez, Nash deteve o recorde de mais longo reinado da década de 1990, segurando o título por 358 dias. Durante seu tempo na WCW, Nash também se tornou o primeiro lutador a derrotar Goldberg e no processo terminou sua série invicta de 173–0 no Starrcade 1998
Nash era um membro da The Kliq, um grupo que incluía Shawn Michaels, Triple H, Scott Hall e Sean Waltman. Ele é um dos três membros fundadores da New World Order (NWO), juntamente com Hulk Hogan e Scott Hall. Nash também foi induzido na classe de 2015 do Hall da Fama da WWE.

## Biografia
Nash nasceu em Detroit, Michigan. Ele frequentou a Universidade de Tennessee, sendo majoritário em psicologia e na filosofia educacional. Na Universidade de Tennessee, Nash foi jogador central da equipe de basquete Tennessee Volunteers, equipe formada por voluntários.
Ele permaneceu com a equipe de 1979 a 1980, até ser trovado para a NCAA Sweet 16. No entanto, freqüentemente Nash colidia com o treinador Don DeVoe, que estava descontente com o seu trabalho ético. Em uma ocasião em Kentucky, os dois discutiram, então em 1980, a Universidade de Tennessee cominicou a Nash comunicou que ele não iria mais jogar como parte dos voluntários.
Nash foi transferido para a Bowling Green State University, onde foi reconsiderado e novamente tansferido para a Europa, onde ele jogou basquete profissionalmente por várias equipes.
Sua carreira de jogador profissional terminou na Alemanha em 1981, quando ele torceu o quadril rompendo um ligamento cruzado.
Com o fim de sua carreira no basquete, Nash apresentou-se na 202ª Companhia de Polícia Militar em Giessen, servido em uma instalação segura da OTAN durante dois anos, onde foi promovido para o posto de especialista.

### World Championship Wrestling (1990-1993)
Nash estreou na WCW como o lutador de cabelo alaranjado estilo moicano "Steel" (aço). Ele um da dupla de Tag Team conhecida como Master Blasters. Ele foi inicialmente parceiro do lutador "Iron" (ferro), que mais tarde foi substituído por "Blade" (lâmina). A dupla Master Blasters durou um ano. Em maio de 1991, Nash teve seu papel mudado tinjindo seu cabelo da cor prata e adotando o nome de Oz, personagem baseado no livro O Mágico de Oz.
Oz, que tinha a assistência de outro lutador, Merlin, foi dominante em todo o início de 1991; ele venceu vários lutadores até perder para Ron Simmons, no pay-per-view, The Great American Bash em 14 de julho.
Nash lutou como Oz até Dezembro de 1991. Em janeiro de 1992, ele abandonou o papel de Oz e adotou novo visual, jeito e nome, agora seu personagem se chamava Vinnie Vegas, um trapaceiro, jogador de Las Vegas. Vegas foi recrutado rapidamente em " A Half-Ton of Holy Hell ", um stable (grupo de lutadores), composto por lutadores pesados como Big Van Vader e Sr. Hughes e liderados por Harley Race.
O Stable durou até fevereiro de 1992, quando Vegas então passou a fazer parte do "The Diamond Mine"; um stable liderado por Diamond Dallas Page, que tinha Diamond Studd e Scotty Flamingo como membros. Após Flamingo e Studd terem deixado o stable, Vegas e Page começaram então o tag team conhecido por "The Vegas Connection". A dupla se desfez no final de 1992.
No início de 1993, Nash deixou a WCW para se juntar a WWF a pedidos de seu amigo Shawn Michaels.

### World Wrestling Federation (1993-1996)
Em 1993, Nash deixou a WCW, assinando um contrato com a World Wrestling Federation a pedido do amigo Shawn Michaels.
Nash fez sua estreia na WWF em um house show (show não televisionado) no dia 6 de junho de 1993, ajudando Shawn Michaels a derrotar Marty Jannetty para pegar o cinturão de campeão Intercontinental da WWF. Nash estreou televisivamente como Diesel, o guarda-costas de Michaels. Kevin Nash tingiu seu cabelo e barba de preto para interpretar o personagem.
Em janeiro, Diesel apareceu no Royal Rumble 1994, tendo eliminado sete homens em menos de 18 minutos.
Em 13 de abril de 1994, Diesel, com a ajuda de Shawn Michaels, venceu Razor Ramon, para conquistar pela primeira vez o Cinturão Intercontinental.
Em 28 de agosto de 1994 em Indianápolis, Indiana, a dupla derrotou os Headshrinkers para ganhar o título mundial de duplas.
Em 29 de agosto de 1994, em Chicago, Illinois, Ramon derrotou Diesel para reconquistar seu título intercontinental o WWF Intercontinental Championship. A aliança entre Diesel e Michaels tornou tensa depois Michaels ter atingido Diesel acidentalmente em várias ocasiões com seu super chute.
A dupla finalmente se dividiu no Survivor Series de 1994, quando mais uma vez Michaels acertou Diesel com seu Superkick. Em 23 de novembro de 1994, Diesel e Michaels deixaram vago o WWF World Tag Team Championship e Diesel passou a fazer parte do grupo dos bonzinhos (face).
Em 26 de novembro de 1994, Diesel em uma luta de oito segundos, derrotou Bob Backlund pelo título mundial da WWF no Madison Square Garden de Nova York. Esta foi uma das lutas mais rápidas da história no wrestling profissional.
Michaels ficou irado em ver seu antigo guarda-costas ter ganho o título WWF Championship, isso foi o suficiente para que Michaels fosse ao Royal Rumble 1995 em tentativa de ganhar uma chance ao título no Wrestlemania XI. Michaels vence o Royal Rumble 1995 indo à Wrestlemania XI.
Na Wrestlemania XI em 2 de abril de 1995, Nash, acompanhado fora do ringue pela atriz Pamela Anderson, derrotou Michaels para reter o título. Na noite seguinte à vitória de Diesel, no programa Monday Night RAW, Michaels foi traído pelo seu novo guarda-costas, Sid, forçando Diesel a entrar para salvar o velho amigo. Isso levou os dois a voltarem a lutar como dupla, agora conhecidos como "Two dudes with Atitude"(Dois caras com atitude).
Em 24 de setembro de 1995 em Saginaw, Michigan no Pay per View In your House 3: Diesel e Michaels desafiram Owen Hart e Yokozuna pelo título mundial de duplas WWF World Tag Team Championship, em troca dos cinturões de Diesel (o título mundial da WWF) e o título Intercontinental d Shawn Michaels.
Hart "não apareceu" na luta (parte da história), sendo substituído por Davey Boy Smith. No decorrer da luta, Hart entrou no ringue, e foi derrotado por Diesel perdendo a luta e os títulos. No entanto, a vitória foi anulada em 25 de setembro de 1995, e os títulos foram devolvidos aos Hart e Yokozuna.
O reinado de Diesel como campeão da WWf continuou até 19 de novembro de 1995, quando foi derrotada por Bret Hart no pay per Survivor Series em Landover, Maryland. Diesel foi o décimo oitavo a ganhar o WWE Championship, ele teve o mais longo reinado como campeão da WWE dês de o primeiro reinado de Randy Savage, e foi o reinado mais longo até o de  terceiro de John Cena. Na sequência da perda, Diesel atacou Hart, proclamando "Estou de volta!" Isto marcou o fim dele como bonzinho. Por um tempo ele se tornou um tweener, enfrentando personagens de ambos os grupos (bonzinhos e maus), mas, após o Royal Rumble de 1996, no qual ele foi o penúltimo a ser eliminado (Shawn Michels o eliminou para ganhar o Royal Rumble), Diesel começou a enfrentar exclusivamente bonzinhos.
Pouco antes Wrestlemania XII, ambos, Diesel e Razor Ramon concordaram em regressar ao WCW a convite do Presidente Eric Bischoff's que atraia lutadores da WWF para a WCW com proposta de salários melhores e contratos mais lucrativos.
Sendo assim em 31 de março de 1996 no Wrestlemania XII Diesel perdeu para Undertaker, e depois passou a mais uma vez rivalizar com Shawn Michaels. Em sua última aparição televisiva na WWF até 2002, Diesel desafiou Michaels pelo cinturão da WWF (que ele tinha ganhado de Bret Hart no Wrestlemania XII) no pay per view In your House: Good Friends, Better Enemies em 28 de abril de 1996. Ele e Michaels se enfrentaram mais uma vez em um House show em uma Steel cage Match (jaula de ferro), porém, Diesel foi mais uma vez derrotado. No fim da luta, Diesel, Michaels, Razor Ramon, e Hunter Hearst Helmsley (triple H) – formaram um grupo de amigos fora da tela que ficou coletivamente conhecido como "The Kliq", eles abraçaram um outro despedindo-se mutuamente. Este incidente, mais tarde referido como a "arrancada de cortinas" ou "MSG Incident", foi uma grave e rara violação dos história (embora Nash alegue que foi aprovado por Vince McMahon). Pouco tempo depois, Diesel e Ramon deixaram a WWF e se juntaram a WCW.

### World Championship Wrestling (1996-2001)
Scott Hall por duas semanas ficou na programação aparecendo na programação da WCW provocando os lutadores, anunciadores e a sociedade.
Até que em 10 de junho de 1996 Kevin Nash finalmente estreou juntamente com seu amigo. A dupla foi conhecida como ´´The Outsiders´´, eles forçaram um enredo de que eram "invasores" da WWF (a WWF processou legalmente a dupla, mas o caso acabou arquivado). No pay per view Bash at the Beach de 1996, Hall e Nash lutariam contra o trio liderado por Lex Luger que contava com Sting, e Randy Savage, e prometiam apresentar um terceiro homem até a hora da luta.
Hulk Hogan era esse homem. Juntos eles formaram a Nova Ordem Mundial (NWO). Esta história ajudou a WCW Nitro (programa que passava na segunda feira) a bater pela primeira vez a rival WWF e seu programa Monday Night RAW.
Por 84 semanas consecutivas a WCW venceu a WWF na audiência fazendo a WCW alcançar o seu auge em meados da década de 1990.
Entre o final de 1996, e o início 1997, Nash e Scott Hall, retiveram seus títulos a maior parte do ano. Kevin Nash também começou a mostrar as suas qualidades de liderança na NWO, e se tornou uma espécie de "segundo em comando" para Hulk Hogan. Kevin, Scott Hall, e Sean Waltman abandonaram o resto da NWO, chamando a si próprios "Wolf Pac", em 1997.
Depois de um tempo, no entanto, a NWO começou uma luta interna, com Hogan e Nash brigando para ver quem tinha o controle. A situação chegou até o dono da WCW e em 20 de abril de 1998, durante uma luta entre Hogan e o recentemente NWO apresentado ao Hall da Fama (e rival) Randy Savage que recentemente tinha ganhado WCW World Championship. Durante a luta, Nash interferiu a favor de Savage dando o seu golpe de assinatura Jackknife Powerbomb em Hulk Hogan, sinalizando a ruptura da NWO em duas facções (a interferência de Nash não foi o suficiente para impedir Hogan de readquirir o seu cinturão, graças à interferência da Bret Hart pouco depois de Nash ter saído).
Nash se tornou o líder da NWO Wolfpac, juntamente com Randy Savage, Curt Hennig, e Konnan. No entanto, Hennig pouco depois passou para o lado de Hogan Hollywood e sua parte da facção NWO. Durante a luta entre Nash & Hall contra Sting & The Giant (o giagante) (que havia sido recentemente contratado pela WCW e tinha aderido a NWO). Hall se virou contra Nash e bateu-lhe com o título em sua cabeça deixando-o no ringue e enfraquecendo o WOlfpac. No entanto, o Wolfpac não ficou por baixo por muito tempo, Lex Luger juntou-se à equipe de Nash. Sting acabaria por se tornar um membro também, depois de ter sido recrutado por ambas as partes em de meados de 1998.
Após Sting vencer The Giant parte do título de duplas, no Great American Bash de junho, Nash se tornou parceiro de duplas Sting. Eles defenderam o título como dupla até 20 de julho de 1998 quando foram derrotados por Hall e The Giant.
Nash rivalizou com seu antigo parceiro, a rivalidade e veio a tona no pay per view Halloween Havoc em 25 de outubro de 1998. Durante a luta, Nash acertou duas vezes seu Jackknife Powerbomb em Hall, mas, ao invés de fechar a luta com um pin ou uma submissão, ele, disapontado com o combate deixou o ringue e perdeu a luta via por contagem fora do ringue.
No mês seguinte no pay per view World War 3, Nash entrou na luta de 60 homens, três ringues e uma Royal battle (luta em que as pessoas são eliminadas quando arremessadas por cima da terceira corda) era o auge do pay-per-view,  o vencedor recebia uma chance ao título mundial da WCW o WCW World Heavyweight Championship no outro pay per view Starrcade no mês seguinte.
Nash sobreviveu aos 60 homens, literalmente, limpando seu ringue, chutando Lex Luger para fora uma vez que o mesmo empurrava Scott Hall. Nash então ganhou sua chance ao título.
No Starrcade em 1998, Nash tinha a sua oportunidade, e a agarrou vencendo o então campeão Goldberg para começar seu segundo reinado como WCW World Heavyweight Championship. Ao vencê-lo, Nash quebrou contestavelmente a longa sequência de vitórias de Goldberg (157 lutas sem perder); uma vez que Goldberg iria acertar um spear em Nash durante a luta, porém Hall, que ainda era um membro da NWO Hollywood, deu um choque em Goldberg com um teaser. Hall tinha se vestido como um guarda de segurança e esperou fora do ringue a oportunidade. Nash então finalizou p incapacitado Goldberg para ganhar o seu segundo Campeonato Mundial e seu primeiro desde 1994, passando ao grupo dos maus.
Em 4 de janeiro de 1999, Nash foi lutar contra Goldberg em uma revanche do Starrcade, mas a luta acabou por não acontecer devido a Goldberg estar detido (parte da história) por perseguir Miss Elizabeth. Na mesma noite tinha sido marcado o retorno de Hulk Hogan após ele ter se "aposentado" dois meses antes. Com Goldberg incapaz de lutar, Nash desafiou Hogan. No controverso capítulo "Fingerpoke of Doom, " Hogan simplesmente encostou um dedo no peito de Nash, que caiu ao chão e foi finalizado por Hogan permitindo-lhe o título. Este evento seria para reunificar a NWO, mas serviu realmente para marcar o início do declínio da WCW.
Nos bastidores, Nash escreveu algumas das histórias que aconteciam no ringue WCW. as habilidades de escritor de Nash  são consideradas amplamente, a qualidade das histórias de wrestling na WCW tinham sofrido queda especialmente quando Nash era o escritor reserva. Em sua autobiografia 2006, Controvérsia Cria Ca $ h, o ex-presidente WCW Eric Bischoff  criticou o trabalho e a ética de Nash, ele em seu livro se referiu a Nash como "Big Lazy" (uma referência ao apelido do Nash, "Big Sexy"). O nome já tinha sido usado pelo Honky Tonk Man, em diversas entrevistas de rádio.
Nash WCW acabaria por vencer o campeonato novamente em 1999 em uma luta contra Diamond Dallas Page, o NWO finalmente se desfez. Foi então que Nash apareceu no programa Tonight Show e fez um desafio de US $ 250000 para Bret Hart para o programa de 24 de Maio. No entanto, o irmão de Bret, Owen Hart, morreu em um evento de wrestling, como Bret estava em um voo para Los Angeles. Ele imediatamente cancelou sua presença na luta.
Nash lutou então contra o regressado Randy Savage, que estava no grupo dos malvados, e tinha como parceiro, Sid Vicious. Essa rivalidade culminou com uma luta de duplas Nash & Sting vs Savage & Sid, no qual Nash perdeu o campeonato ao ser finalizado por Savage. Nash obteve sua vingança na noite seguinte, em uma luta pelo título entre Savage e o retornando  Hulk Hogan, e em uma situação semelhante à defesa de Savage ao primeiro título do ano anterior, Nash invadiu o ringue e usou seu Jackknife em Savage, dando a vitória à Hogan.
Na semana seguinte, Nash mais uma vez passou para o grupo do mal e atacou Hogan durante uma luta, aliando-se à Sid  e Rick Stainer contra Hogan, Sting e o recém retornado Goldberg. isso durou até o pay per view Road Wild onde Hogan derrotou Nash em uma luta onde o perdedor iria se aposentar.(na verdade Nash estava entrando de férias).
Em 4 de Outubro de 1999, Nash retornou a WCW com Scott Hall e anunciou que iria ´´reunir o bando´´. Essa era uma tentativa de formar uma nova versão da NWO com Bret Hart e Jeff Jarret. Isso teve fim quando Bret Hart se machucou e Nash começou a rivalizar com lutadores como Terry Funk, Mike Awesome, Scott Stainer e Booker T.
Nash ganhou mais uma vez o título da WCW conta Booker T em 28 de Agosto de 2000 mas perdera o título para o mesmo Booker T no pay per View Final BRAWl. ele ainda atuou como comissário da WCW (onde exigia que os outros o chamassem de amo e mestre) e serviu como mentor da dupla  '´Natural Born Thrillers´´, que mais tarde se viraram contra Nahs. Ele então se juntou com Diamond Dallas Page formando a dupla ´´The Insiders´´onde ganharam o cinturão mundial de duplas no Starracade daquele ano.
Em 2001 (meses finais da WCW), ´´The Insiders´´ continuaram sua rivalidade com os Natural Born Trhillers. Nash perdeu outra luta de ´´aposentadoria´´ contra Scott Stainer no pay per view Super BRAWl, mas não foi muito antes da WCW declarar falência e anunciar sua venda à World Wrestling Federation (WWF). Nash tinha um contrato garantido com a AOL-Time Warner, ele escolheu esperar o termino de seu contrato que se deu em 31 de dezembro de 2001.

### World Wrestling Federation/Entertainment (2002–2004)
Acabando seu contrato com AOL-Time Warner, Nash, junto com Scott Hall e Hulk Hogan, foram recontratados pela WWF.
O recontrato foi anunciado várias semanas antes da estreia deles, w Vince McMahon dizia ter contratado a NWO para destruir a WWF.
A NWO original composta por  Nash, Hall, e Hogan retornaram a WWF no pay per view No Way Out em 17 de fevereiro de 2002. No decorrer da noite, a NWO deu uma entrevista (Promo) durante o show, na qual diziam ter dado uma caixa de cerveja a Stone Cold Steve Austin (a qual ele recusou), e o inslutaram junto a The Rock. A NWO interferiu no evento principal da noite, ajudando Chris Jericho a derrotar Austin e reter o WWF Undisputed Championship.
Em Março de 2002 Nash sofreu uma ruptura no bíceps que o pós fora de ação por várias semanas, e praticamente de imediato após seu retorno, ele sofreu uma lesão em seu quadríceps em uma luta de duplas em 8 de Julho de 2002 em uma episódio do RAW. Vince McMahon desfez a NWO após estes acontecimentos.
Nash retornou em 7 de Abril de 2003 em um episódio da RAW,para o deleite de seus velhos amigos Shawn Michaels e Triple H. A Nash tinha sido feito um ultimato para que ele desse fim a briga entre Shawn Michael e Triple H. Nash escolheu que continuaria amigo dos dois(parte da história). Depois de Nash não fazer uma decisão, Triple H decidiu por ele dando-lhe um golpe baixo. Isso levou Nash a rivalizar com Triple H até pelos próximos meses o que culminou em uma luta Hell in a cell (inferno na jaula de aço)no pay per view WWE Bad Blood com Mick Foley como juiz especial.
Em agosto de 2003, Nash rivalizou com Chris Jericho, e foi forçado ter seu cabelo cortado hair vs. hair match (quem perder corta o cabelo) por Chris Jericho (foi dito que ele concordou com isso uma vez que teve de cortar o cabelo por causa de seu papél no filme O Justiceiro). Depois que o filme foi feito, ele manteve o cabelo curto; No entanto, em 2007 ele deixou o cabelo crescer até as costas e o pintou de branco/cinza. Sua última luta na WWE foi no SummerSlam em uma Elimination Chamber (camara de eliminação)contra Triple H, Shawn Michaels, Goldberg, Chris Jericho, e Randy Ortonem 2003. Ele foi o primeiro eliminado depois de ter sido atgido por um super chute de Michels e em seguida ser finalizado por Jericho. Ele ainda fez boas ações depois de ser eliminado agravando um pouco mais sua já existente luxação no ombro forçando-o a ir numa cirurgia reconstrutiva. Em 27 de Outubro de 2003, Nash fez outra cirurgia só que no pescoço, o mesmo precedimento que o de Kurt Angle. A WWE escolheu não renovar seu contrato depois que expirou em 3 de Janeiro de 2004.

### Total Nonstop Action Wrestling (2004-2010)
Nash estreou na Total Nonstop Action Wrestling junto com seu velho amigo Scott Hall em 7 de Novembro de 2004 no pay per view inaugural da TNA, Victory Road, os dois ajudaram o NWA World Heavyweight Champion Jeff Jarrett a reter o título em uma ladder match contra Jeff Hardy. Nas semanas subsequentes, o trio se se auto nomeou Kings of Wrestling, e começaram um feuding com Jeff Hardy e A.J. Styles. No pay per view Turning Point em 5 de Dezembro de 2004, os Kings of Wrestling foram derrotados por Hardy, Styles, e Randy Savage.
Hall deixou a TNA no começo de 2005, Nash e Jarret se separaram quando Nash deixou clara a sua intenção de ganhar o NWA World Heavyweight Championship que era de Jarret. Nash teve sua chance ao título no pay per view Against All Odds, mas perdeu  quando Outlaw interferiu na luta. Depois de ter sido derrotado ele juntou forças com seu amigo na vida real Sean Waltman e passou a rivalizar com a recém formada stable Planet Jerret.                                                                                                                     No Pay per view Destination X em 13 de Março de 2005, Nash perdeu para Outlaw rm uma luta First blood (quem sangrar primeiro perde) graças a interferencia de Jarret que bateu na cabeça de Nash com o cinturão. A rivalidade entre o Planet Jerret e Nash e seus amigos culminou em uma Lethal Lockdown no pay per view Lockdown em 24 de Abril de 2005. No entanto Nash foi substituído pr B.G james depois de ter pego uma infecção que o deixou de lado grande parte de 2005. Durante este tempo for a ele deu uma entrevista à WWE onde dava sua opinião na luta entre Michaels e Hogan no Summerlam de 2005.
Ele retornou  à TNA em Outubro de 2005 no primeiro episódio do programa semanal TNA iMPACT! atacando e finalizando Jarret com seu Jacknife Powerbomb. Nash teria sua tão esperada chance pelo título no Bound of Glory em 23 de outubro de 2005. Nash e Jarret confrantaram-se em várias ocasiões semanas antes da luta. Porém em 22 de Outubro de 2005, um dia antes da tão esperada luta, Kevin Nash foi hospitalizado com dores no peito. No Bound off Glory uma batalha campal foi realizada para determinar o desafiante ao título de Jarret, Rhino ganhou o dasafio e o título. Posteriormente Nash for a liberado do Hospital tendo sofrido um leve principio de ataque do coração. Ele fez um retorno parcial ao ringue em dezembro de 2005, lutando em um tour pela África do Sul.
Nash fez seu novo retorno à TNA em 27 de Abril de 2006 em um epísodio do  TNA Impact, onde disse que daria uma entrevista à Alex Shelley uma semana depois. Na entrevista Nash clamou que seu reinado como campeão foi o que rendeu mais ganhos à WWE em todos os tempos e que via a X Division da TNA como um preenchedor de espaços vazios e que destruíria essa divisão em ordem de re acertar sua posição na TNA.
Começou sua campanha em 14 de maio de 2006 finalizando Puma e continuou no episódio do dia 19 do mesmo mês atacando Chris Sabin logo depois de ter vencido a TNA 2006 World X Cup Tournament. Depois de destruir o troféu da copa e seu campeão. Nash continuou a atacar a X division e seus lutadores nas semanas seguintes. Isso fez Sabin desafiar nas para um luta no Slammiversary. Os ataques de Nash eram postados por Alex Shelley no You Tube até ele estrear na X Division em 15 de Junho de 2006 em um episódio da Impact. Nash com a assistência de Shelley derrotou Sabin no Slammiversary em sua segunda luta televisionada em quase um ano.
Nessa época Kevin Nash, Alex Shelley e Jhonny Devine formaram um stable conhecido como Paparazzi Productions. Nash decidiu lutar pelo título da X division sendo cotado como desafiante ao vencer Chris Sabin no pay per view Hard Justice. Porém nash teve uma estranha contusão no pescoço enquanto treinava com Tito Ortiz e nomeu Shelley a representar-lhe na luta. Incapaz de ajudar, Nash foi obrigaod a assistir a derrota de Shelley, sentado em uma cadeira de rodas.
Em 2008 Nash foi durante o reinado de Samoa Joe, seu Manager, sendo humilhado por diversas vezes pelo campeão Joe. A certo momento Nash disse a Joe que ele não poderia derrotar Booker T, isso culminou em uma luta entre Nash e Booker onde Nash queria provar para Joe que estava certo, Nash acabou pedendo por uma interferencia do próprio Joe. Após esse segmento Nash se afastou por meses da TNA (renegociava seu contrato) até retornar no Bound for Glory IV 2008 atacando Joe e causando sua derrota e perda do título para Sting.
No programa TNA Impact subsequente Kurt Angle, Kevin Nash, Booker T e Sharmell, Sting   formam a stable The main Event Mafia .

### Retorno de  Kevin Nash(2011-presente)
Kevin Nash retornou para a WWE no Royal Rumble 2011 com o número 32, sendo eliminado por Wade Barrett. No SummerSlam, Nash atacou CM Punk após sua luta com John Cena, permitindo Alberto Del Rio usar seu contrato de Money in the Bank e ganhar o WWE Championship. Na noite seguinte, no Raw, Nash anunciou que atacou Punk a pedido de Triple H.
Nash, atualmente, é o inimigo do The King of Kings, Triple H. Kevin, atacou Triple H no RAW e fez com que o The Game ficasse fora da WWE por um bom tempo.
No evento TLC:2011, foi derrotado por Triple H, sofreu uma fractura nasal e várias contusões durante o seu combate.Depois do combate Kevin Nash falou na sua conta oficial que foi seu ultimo combate, mas de acordo com varios sites americanos Kevin Nash pode retornar a qualquer momento com sua antiga stable nWo. Kevin Nash retornou novamente a WWE no Royal Rumble 2014 como o #14, sendo eliminado por Roman Reigns.
Em 2015, no Wrestlemania 31, lutou junto de seus ex-companheiros da NWO contra DX.

## No wrestling
- Movimentos de finalização
  - Como Kevin Nash
    - Jackknife Powerbomb (Sheer-drop release powerbomb)[1][6][7]

  - Como Diesel
    - Jackknife Powerbomb (Sheer-drop release powerbomb)[1][6]
    - Right-handed knockout punch[7] – 1993

  - Como Vinnie Vegas
    - Snake eyes[1][6]

  - Como Oz
    - Emerald City Side Slam (Sidewalk slam)[1]
    - Emerald City Twister (Spinning crucifix toss)[7]
- Movimentos secundários
  - Big boot[1]
  - Chokeslam[8][9] – 2000–presente
  - Corner foot choke[1]
  - Múltiplos knee lifts e back elbows em um oponente preso as cordas[1]
  - Sidewalk slam[1]
  - Snake eyes[1][6]
- Gerentes
  - Harley Race[10]
  - The Great Wizard[10][11]
  - Diamond Dallas Page[12]
  - Miss Elizabeth[10]
  - Jenna Morasca[10]
  - Brittany Beede[13]
- Lutadores que gerenciou
  - Shawn Michaels[14]
  - The Natural Born Thrillers (Mike Sanders, Sean O'Haire, Mark Jindrak, Shawn Stasiak, Chuck Palumbo e Reno)[15]
  - Alex Shelley[14]
  - Austin Starr[14]
  - Chris Sabin[14]
- Alcunhas
  - "Big Daddy Cool"[6]
  - "The Big Man"[6]
  - "The Giant Killer"[6]
  - "Big Sexy"[1][6]
  - "The Silver Fox"[1][6]
  - "Big Kev"[1][6]
- Temas de entrada
  - World Championship Wrestling
    - "Ride the Bus" do AirCraft Music Library (1991)
    - "Rockhouse" por Frank Shelley (1996–1998; usado enquanto parte da New World Order)
    - "Ready or Not" por The Fugees (1996–1997; usado enquanto parte da New World Order)
    - "Kevin Nash/Wolfpac Theme" por Jimmy Hart (1998–2001)

  - World Wrestling Federation / World Wrestling Entertainment
    - "Diesel Power" por Jim Johnston[16] (1993–1995)
    - "Diesel Blues" por Jim Johnston (1995–1996, 7 de abril de 2003 – 24 de agosto de 2003, 30 de janeiro de 2011)
    - "Jackknife" por Jim Johnston (2003)
    - "Rockhouse" por Frank Shelley (2002, 22 de agosto de 2011 – 18 de dezembro de 2001, 26 de janeiro de 2014–presente; usado enquanto parte da New World Order)

  - Total Nonstop Action Wrestling
    - "Dre" por Dale Oliver (7 de novembro de 2004 – Dezembro de 2005)
    - "Big" por Dale Oliver (2006–2008)[16]
    - "Main Event Mafia" por Dale Oliver (23 de outubro de 2008–2009; usado enquanto parte da The Main Event Mafia)[17]
    - "Saturn Rock" por Dale Oliver (2009–2010)
    - "The Band Theme" por Dale Oliver (2010; usado enquanto parte da The Band)
    - "Kevin Nash/Wolfpac Theme (Instrumental)" por Jimmy Hart (2010; usado enquanto parte da The Band)

## Campeonatos e prêmios
- Covey Promotions

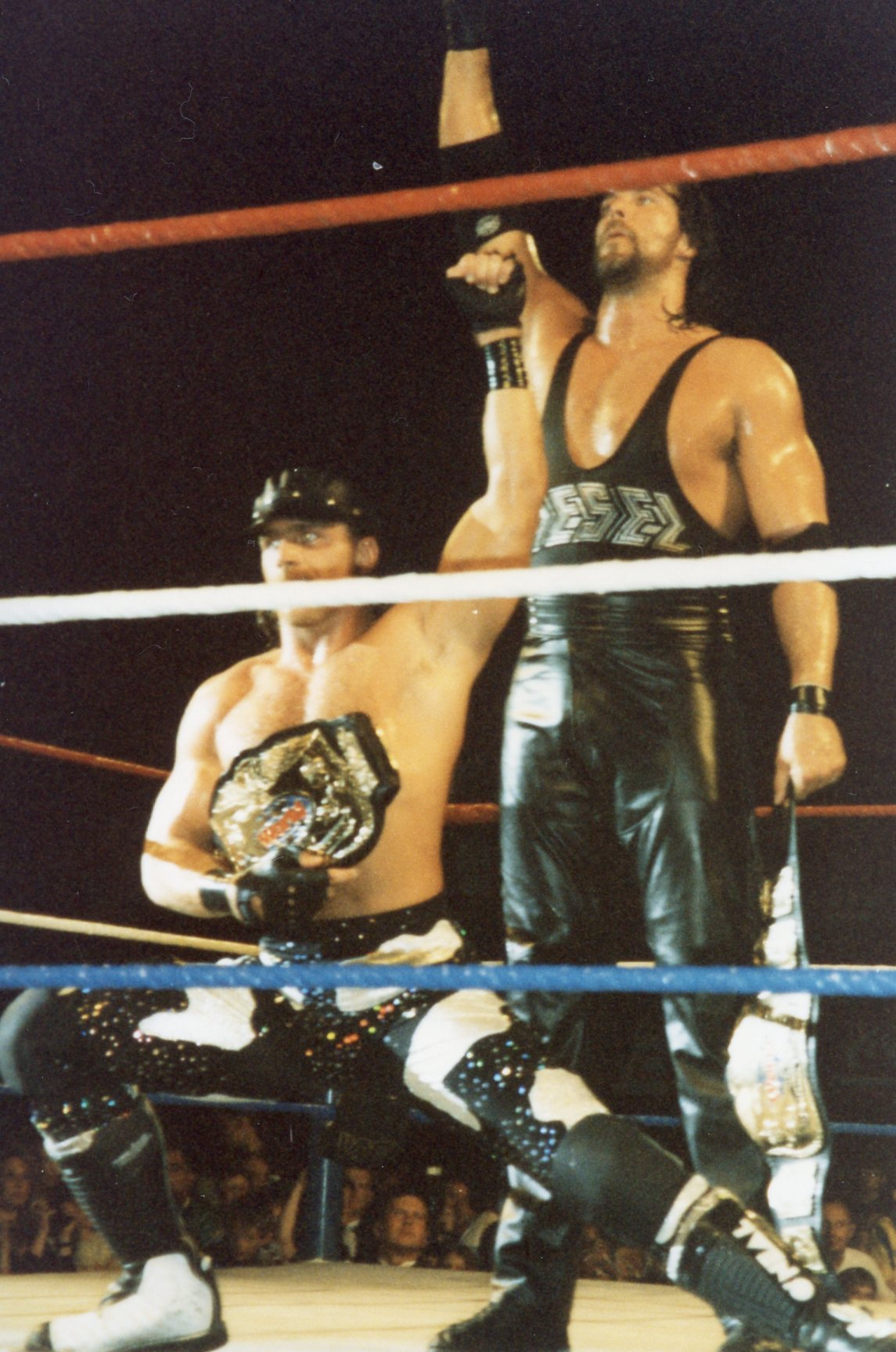
Nash (em pé) é duas vezes campeão mundial de duplas da WWF – ambos os reinados com Shawn Michaels (foto).

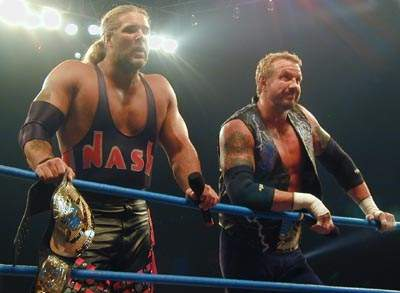
Nash (esquerda) é nove vezes campeão mundial de duplas da WCW – dois deles com Diamond Dallas Page (direita)

  - Covey Pro World Heavyweight Championship[18] (1 vez)
- Pro Wrestling Illustrated
  - Lutador com maior melhora (1994)[19]
  - Luta do ano (1995)[20] vs. Shawn Michaels na WrestleMania XI
  - Dupla do ano (1997)[21] com Scott Hall
  - Lutador do ano (1995)
  - PWI colocou-o em #1 dos 500 melhores lutadores individuais na PWI 500 em 1995[22]
  - PWI colocou-o em #59 dos 500 melhores lutadores individuais na PWI Years em 2003[23]
  - PWI colocou-o em #40 das 100 melhores duplas na PWI Years com Scott Hall em 2003[24]
  - PWI olocou-o em #55 das 100 melhores duplas na PWI Years com na PWI Years com Scott Hall em 2003[24]
- Total Nonstop Action Wrestling
  - TNA Legends Championship (2 vezes)[25]
  - TNA World Tag Team Championship (1 vez)[n 1] – com Eric Young e Scott Hall[26][27][28]
  - Feast or Fired (2009 – contrato pelo World Tag Team Championship)
- World Championship Wrestling
  - WCW World Heavyweight Championship (cinco vezes)[29] In doing so, Nash broke Goldberg's long running undefeated streak.[30][31][32]
  - WCW World Tag Team Championship (9 vezes)[33] – com Scott Hall (6), Diamond Dallas Page (2), e Sting (1)
  - WCW World War 3 (1998)
- World Wrestling Federation/WWE
  - WWF Championship (1 vez)[34][35]
  - WWF Intercontinental Championship (1 vez)[36][37]
  - WWF Tag Team Championship (2 vezes)[38][39] – com Shawn Michaels
  - Terceiro vencedor da tríplice coroa
  - WWE Hall of Fame (Classe de 2015)
  - Slammy Award (4 vezes)
    - Dupla do ano (1994) – com Shawn Michaels
    - Pior dupla (1994) – com Shawn Michaels
    - MVP (Lutador do ano) (1994)
    - Resultado mais previsível do ano (2011) – Powerbomb em Santino Marella
- Wrestling Observer Newsletter
  - Maior melhora (1994)[40]
  - Mais superestimado (1999, 2000)[40]
  - Lutador menos favorito dos leitores (2000)[40]
  - Pior rivalidade do ano (2011) vs. Triple H[41]
  - Pior personagem (1991)[40] como Oz
  - Pior lutador (1999, 2000)[40]

### Recorde na Lucha de Apuestas
| Aposta  | Vencedor                | Perdedor                  | Local                  | Data                    | Notas                                                         |
| ------- | ----------------------- | ------------------------- | ---------------------- | ----------------------- | ------------------------------------------------------------- |
| Máscara | Kevin Nash e Scott Hall | Rey Mysterio Jr. e Konnan | Oakland, Califórnia    | 21 de fevereiro de 1999 | Máscara de Mysterio vs. cabelo de Elizabeth no SuperBrawl IX. |
| Cabelo  | Chris Jericho           | Kevin Nash                | Grand Rapids, Michigan | 18 de agosto de 2003    | Luta cabelo vs. cabelo no Raw                                 |